# Жук-Хергеліє
Жук-Хергеліє (рум. Juc-Herghelie) — село у повіті Клуж в Румунії. Входить до складу комуни Жуку.
Село розташоване на відстані 324 км на північний захід від Бухареста, 14 км на північний схід від Клуж-Напоки.

## Населення
За даними перепису населення 2002 року у селі проживали 479 осіб.
Національний склад населення села:
| Національність | Кількість осіб | Відсоток |
| -------------- | -------------- | -------- |
| румуни         | 441            | 92,1%    |
| угорці         | 37             | 7,7%     |

Рідною мовою назвали:
| Мова      | Кількість осіб | Відсоток |
| --------- | -------------- | -------- |
| румунська | 456            | 95,2%    |
| угорська  | 23             | 4,8%     |